# Konstanz (stad)
Konstanz is een universiteitsstad in de Duitse deelstaat Baden-Württemberg, gelegen aan de Zwitserse grens. Het is de Kreisstadt van het Landkreis Konstanz. De stad telt ca. 84.000 inwoners (2017). Naburige steden zijn onder andere Aach, Engen en Radolfzell am Bodensee.

## Ligging
Konstanz ligt aan de Rijn en het Bodenmeer, tussen de Obersee en de Untersee. De stad ligt tegen de grens met Zwitserland aan en grenst aan het kanton Thurgau. Tegen Konstanz aan ligt de Zwitserse plaats Kreuzlingen. Op de grens zijn diverse grensovergangen en douanefaciliteiten.
Op de zuidoever van de Rijn bevindt zich de historische binnenstad inclusief spoorwegstation. Aan de noordkant van de Rijn zijn de nieuwere stadsdelen.

## Geschiedenis
Er bevond zich reeds een nederzetting voor het begin van de jaartelling. Tijdens de regeringsperiode van de Romeinse keizer Augustus werden de Kelten, die zuidelijk van de Donau leefden, onderworpen en bij het Romeinse Rijk ingelijfd. Omstreeks 40 na het begin van de jaartelling vestigden de Romeinen een militaire versterking op de linkeroever van de Rijn, daar waar deze het Bodenmeer verlaat. De Romeinen noemden deze nederzetting Constantia naar keizer Constantius I Chlorus of naar zijn kleinzoon keizer Constantius II. De stenen resten van het laat-Romeinse fort werden in 2003 ontdekt en zijn via een kleine, glazen piramide op het plein voor de Münsterkerk te zien.
In 585 werd Konstanz bisschopszetel, wat het gedurende ongeveer 1200 jaar zou blijven. In de late Middeleeuwen was ongeveer een kwart van de zesduizend inwoners van Konstanz vrijgesteld van belasting op grond van kerkelijke rechten. Naast belangrijk geestelijk centrum was Konstanz een belangrijk centrum van handel en ambacht, waaronder de productie van linnen van hoge kwaliteit. Rond 1120 kwam de eerste stadsmuur met torens en poorten tot stand en in 1192 kreeg Konstanz de status van vrije rijksstad. Voortaan was de stad uitsluitend en rechtstreeks onderworpen aan de keizer van het "Heilige Roomse Rijk der Duitse natie", wat in de praktijk een grote mate van autonomie en vrijheid inhield. Rond 1200 werd de eerste brug over de Rijn tussen Konstanz en Petershausen gebouwd. Toen de economische macht van de stad het grootst was, werd een groot pakhuis gebouwd aan de haven. Dit in 1388 in gebruik genomen gebouw was het grootste van de hele stad. Hier vond tussen 1414 en 1418 het Concilie van Konstanz plaats. Tijdens dit concilie, waar honderden hoogwaardigheidsbekleders uit heel Europa aan deelnamen, werd de Tsjechische theoloog en reformator Johannes Hus, rector van de Praagse universiteit, die gezien werd als een bedreiging voor de eenheid en leer van de Rooms-Katholieke Kerk, ter dood veroordeeld en levend verbrand. Dit ondanks een vrijgeleide die hij van keizer Sigismund had gekregen. Zijn dood leidde tot de jarenlange Hussietenoorlogen in Bohemen. Het was tijdens het Concilie van Konstanz dat het decennialange pauselijke schisma tot een einde kwam met de afzetting van de drie met elkaar rivaliserende pausen en de verkiezing van Martinus V tot nieuwe paus. Dit was het enige pauselijke conclaaf ooit dat noordelijk van de Alpen werd gehouden. De rijkelijk geïllustreerde kroniek van Ulrich von Richental (1365–1437) over het Concilie van Konstanz geeft een kleurrijk beeld van de belangrijke gebeurtenissen tijdens het concilie en laat bovendien het alledaagse leven van het middeleeuwse Konstanz zien. Het gebouw waar het concilie werd gehouden is behouden gebleven. Dichtbij, aan de haven, staat het beeld van vrouwe Imperia, met in de palm van haar ene hand de Duitse keizer en in de palm van haar andere hand de paus, beide in de gedaante van dwergen met een kroon. Dit kunstwerk van Peter Lenk uit 1993 herinnert aan het concilie, dat de eenheid van de kerk nog ongeveer een eeuw – tot het optreden van Maarten Luther in 1517 – in stand wist te houden.
In 1460 verwierf het Zwitserse Eedgenootschap het kanton Thurgau, het natuurlijke achterland van Konstanz, waarmee de Zwitserse grens opschoof tot de rand van de stad. Daarop deed de stad een poging om tot het Eedgenootschap toegelaten te worden, maar de Zwitserse woudkantons stemden tegen, uit angst voor een te dominante positie van Konstanz. Hierna sloot Konstanz zich aan bij de Zwabische Bond. In de Zwabische Oorlog van 1499 verloor Konstanz zijn laatste voorrechten betreffende Thurgau aan het Zwitserse Eedgenootschap. Pas met het verdrag van 1831 kreeg Konstanz een deel van deze voorrechten terug en wel in het grensgebied van Tägermoos, belangrijk voor de groenteteelt en voedselvoorziening van de stad. In 1507 riep Maximiliaan I, Rooms-Duits koning en sinds 1493 aartshertog van Oostenrijk, een Rijksdag bijeen die gedurende bijna drie maanden in Konstanz werd gehouden. Reden was dat hij vreesde dat de Franse koning Lodewijk XII zich door paus Julius II de keizerskroon van het Heilige Roomse Rijk der Duitse natie zou laten toekennen. Tijdens de Rijksdag benoemde Maximiliaan keurvorst Friedrich II van Saksen tot algemeen stadhouder en verkreeg hij de steun van alle gekroonde hoofden van het Heilige Roomse Rijk voor een tocht naar Rome. Aangezien de Republiek Venetië hem de doortocht weigerde, nam hij in 1508 in de Dom van Trente met goedkeuring van de paus de titel van gekozen Rooms keizer aan. Naast het concilie van 1414-1418 behoort de Rijksdag van 1507 tot de belangrijkste historische gebeurtenissen van de stad. 
Na 1520 kwam Konstanz in de greep van de Reformatie, die in de stad onder leiding stond van de theoloog, dichter en voormalig benedictijner monnik Ambrosius Blarer (1492–1564), Konstanzer van geboorte. De stad verklaarde zich al snel officieel protestant; de bisschop week uit naar Meersburg aan de overkant van het Bodenmeer. De kerken werden van katholieke ornamenten, zoals beelden, ontdaan en de kloosters werden opgeheven. De stad volgde de Augsburgse belijdenis. In 1548 legde keizer Karel V de keizerlijk ban op aan Konstanz en de stad moest zich overgeven aan het Habsburgse Oostenrijk, dat plotseling tot de aanval was overgegaan. Daarmee verloor Konstanz de status van vrije, keizerlijke stad. De nieuwe Habsburgse heersers voerden op grondige wijze de katholieke godsdienst opnieuw door en in 1604 werd een jezuïtisch opleidingsinstituut geopend. Het bijbehorende theater, gebouwd in 1610, is het oudste theater in Duitsland waar nog altijd regelmatig wordt opgetreden. Tijdens de Dertigjarige Oorlog (1618-1648) had de stad te lijden van belegeringen door onder meer Zweedse troepen. Hier herinnert de Schwedenschanze langs de Zwitserse grens nog aan. In de tweede helft van de achttiende eeuw herstelde de stad zich weer, onder andere door het aantrekken van protestantse ondernemers uit Genève, die katoenfabrieken stichtten en uurwerknijverheid introduceerden. Maar de grote economische bloei, zoals tijdens de Middeleeuwen, was voorgoed voorbij.
In 1799 werd de Konstanz veroverd door de Fransen en in 1806 kwam de stad bij de Vrede van Pressburg bij het groothertogdom Baden. In 1821 werd het bisdom Konstanz definitief afgeschaft en werd de stad deel van het aartsbisdom Freiburg. Tijdens de burgerlijke revolutiepoging van 1848, waarbij liberalen tijdens een congres in Frankfurt am Main bijeenkwamen, riep de Konstanzer Friedrich Hecker op tot een 'Mars naar Karlsruhe' tot stichting van de eerste, democratische Duitse republiek, maar dit werd een mislukking. Bij de eenwording van Duitsland in 1871 werd Konstanz deel van het Duitse Keizerrijk. Tegen het einde van de negentiende eeuw zette de modernisering versneld door. Nieuwe wijken werden gebouwd, waaronder een rij statige woonhuizen aan de Seestrasse, ontworpen door de architect Otto Tafel, in de stijl van het historisme. De huizen bevatten stijlelementen uit verschillende tijdperken: barokke gevels, laatgotische torentjes, classicistische vensters en een hoekhuis in jugendstil. Naast nieuwe industrie, ontwikkelde de stad zich als kuuroord en het toerisme kwam op gang. Na de Eerste Wereldoorlog behoorde de stad tot de deelstaat Baden, die begin jaren vijftig met Württemberg samenging in Baden-Württemberg. In 1918 werd het eerste vliegveld in gebruik genomen. Ruim vijf jaar na het aan de macht komen van de nationaalsocialisten werd tijdens de novemberpogrom van 1938 de Konstanzer synagoge, die uit 1882 dateerde, verwoest. Veel Joodse burgers van de stad emigreerden, anderen wisten over de Zwitserse grens te ontsnappen. De overgebleven 108 Joodse Konstanzers werden in oktober 1940 in het kader van de zogenoemde 'Wagner-Bürckel-Aktion' beroofd van bijna al hun bezittingen, verdreven en in het Zuid-Franse interneringskamp Gurs opgesloten om 21 maanden later te worden gedeporteerd, hoofdzakelijk naar het vernietigingskamp Auschwitz-Birkenau in bezet Polen. Door zijn ligging pal tegen de Zwitserse grens werd Konstanz tijdens de Tweede Wereldoorlog niet gebombardeerd door geallieerde vliegtuigen. Wat hierbij hielp was dat men 's nachts de straatverlichting in de oude binnenstad aanliet, waardoor de geallieerde bommenwerpers de stad niet van de direct naastgelegen, eveneens verlichte, stad Kreuzlingen in het neutrale Zwitserland konden onderscheiden. Na de oorlog lag Konstanz in de Franse bezettingszone van Duitsland en tot 1979 was, in het kader van de NAVO, een Franse militaire eenheid in Konstanz gelegerd.
De Altstadt, die tamelijk groot is in vergelijking met de betrekkelijk geringe omvang van het moderne Konstanz, heeft vele oude, monumentale gebouwen en bochtige straten en stegen. De stad wordt gedomineerd door de majestueuze munster ("Münster Unserer Lieben Frau"), alsook door verschillende andere kerken en drie torens die nog over zijn van de middeleeuwse stadsmuur: de vijftiende-eeuwse Rheintorturm markeert de plaats van de voormalige middeleeuwse, houten brug over Rijn, de Pulverturm (kruittoren), eveneens aan de Rijn, vormde het meest noordwestelijke steunpunt van de stadsverdediging en als derde de Schnetztor uit 1381 aan de zuidkant van de oude stad richting Zwitserse grens. Verder hebben veel oude huizen in de binnenstad, wat bouwstijl betreft, de invloed van de Noord-Italiaanse renaissance ondergaan. Ten noorden van de stad werd vanaf 1966 een moderne universiteitscampus gebouwd. Deze huisvest onder andere een bibliotheek met circa twee miljoen boeken en een botanische tuin (de Botanischer Garten der Universität Konstanz). Vooral sinds 2007 heeft de universiteit van Konstanz, als een van de elf Duitse universiteiten die het meest succesvol zijn in het Exzellenz-initiatief van Duitse universiteiten, een aanzienlijke reputatie – en meer budget – gekregen dan een zogenoemde "elite-universiteit". Na de neergang van de textielindustrie in de jaren zeventig zijn de belangrijkste bedrijfstakken van de stad de elektrotechniek, chemische industrie, hightech ondernemingen, het toerisme, de universiteit, hogeschool en andere onderwijsinstellingen.
Konstanz was de geboorteplaats van graaf Ferdinand von Zeppelin, de ontwerper en bouwer van de naar hem genoemde luchtschepen. Zijn fabriek van luchtschepen, waarvan de eerste rond 1900 vlogen, stond aan de overkant van het Bodenmeer in Friedrichshafen.

## Opleidingsinstituten
Konstanz heeft een universiteit en een technische hogeschool.

## Partnersteden
- Fontainebleau (Frankrijk), sinds 1960
- Richmond upon Thames (Verenigd Koninkrijk), sinds 1983
- Tábor (Tsjechië), sinds 1984
- Lodi (Italië), sinds 1986
- Suzhou (China), sinds 2007

## Bezienswaardigheden

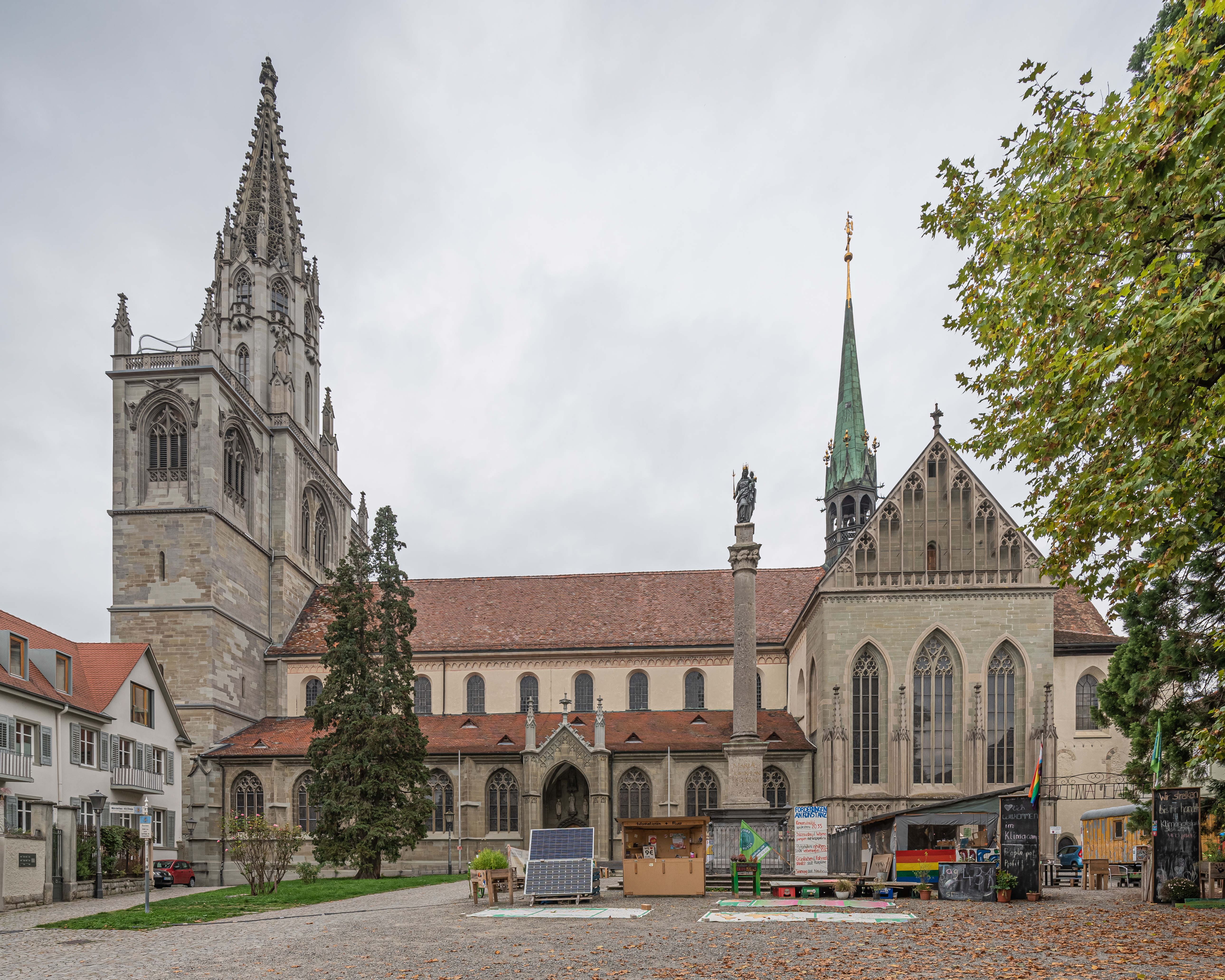
De domkerk (Münsterkerk) van Konstanz vanuit het zuiden

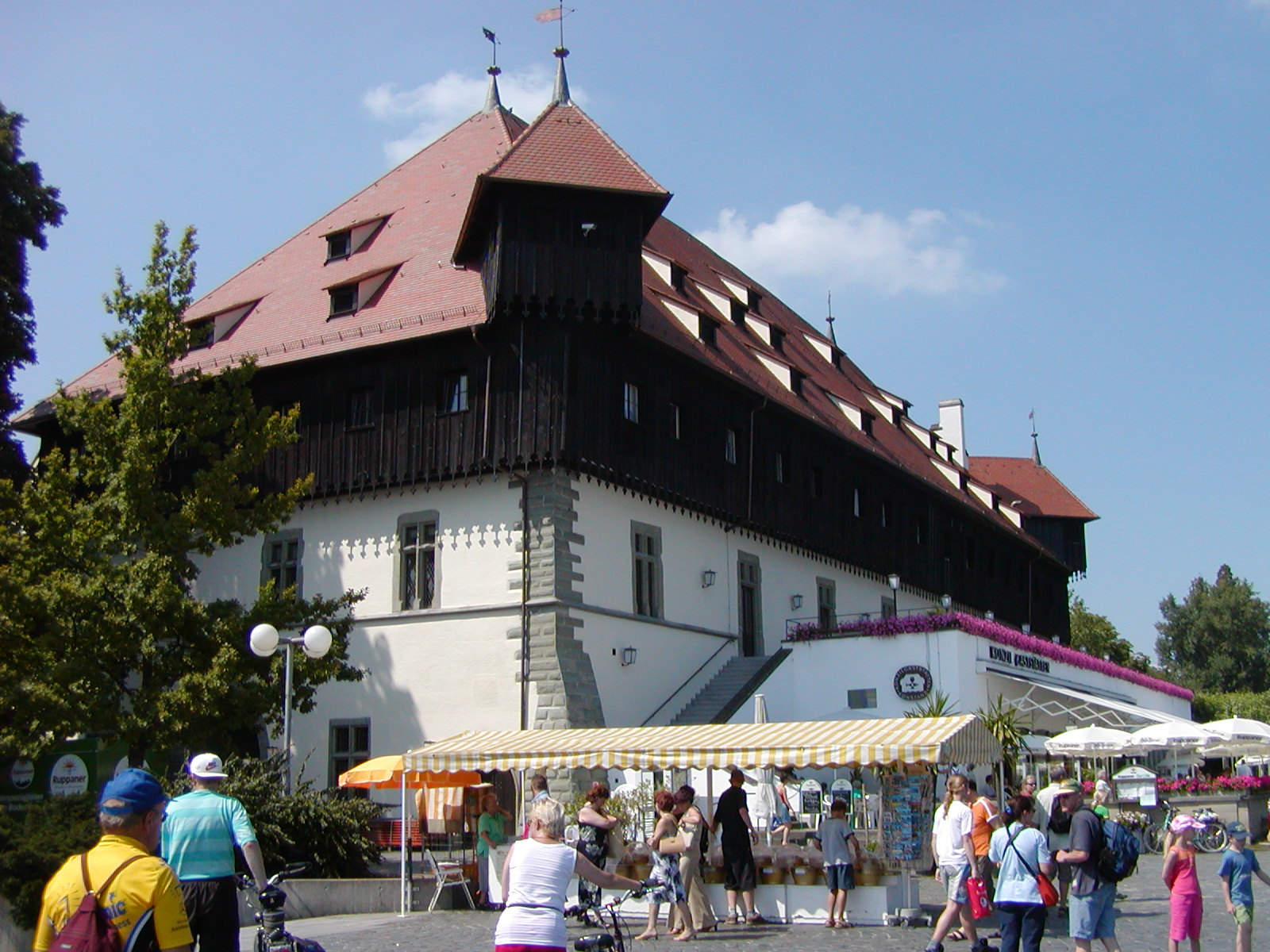
Het Conciliegebouw, gelegen aan de haven

Konstanz is een historische stad met vele bezienswaardigheden, waaronder:
- de Onze-Lieve-Vrouwemunster, gewijd in 1089
- het benedictijnenklooster Petershausen, gesticht in 983
- het dominicanenklooster, gesticht in 1235, sinds 1874 is het een hotel 'Auf der Insel'
- de Drievuldigheidskerk, gebouwd in 1268 als kloosterkerk
- kerk van Sankt Johann, gebouwd in 1268
- de Christuskerk, gebouwd tussen 1604 en 1609
- de kerk Sankt Paul
- het conciliegebouw, Konzil, oorspronkelijk pakhuis aan de haven uit 1388
- het Rosgartenmuseum, oorspronkelijk een gildehuis uit de veertiende eeuw, sinds 1871 het museum gewijd aan de stadsgeschiedenis
- het Archäologisches Landesmuseum van de deelstaat Baden-Württemberg
- het Hushuis, in de Hussenstrasse, drietalig museum (Tsjechisch, Duits en Engels) gewijd aan Johannes Hus, gevestigd in het huis waar hij verbleef en dat sinds 1923 eigendom is van het Praagse Hus-Genootschap
- het stadhuis (Rathaus) aan de Kanzleistrasse, oorspronkelijk het veertiende-eeuwse gildehuis van de linnenwevers, in zijn tegenwoordige gedaante dateert het uit 1593

## Overleden
- Hans Auer (1847-1906), Zwitsers architect
- Antoine Vessaz (1833-1911), Zwitsers bestuurder en politicus